# Images and Words: Live in Tokyo
Images and Words: Live in Tokyo è il primo album video del gruppo musicale statunitense Dream Theater, pubblicato il 16 novembre 1993 dalla Atco Records.

## Il disco
Uscito originariamente in VHS, contiene parte del concerto tenuto dal gruppo il 26 agosto 1993 al Nakano Sun Plaza di Tokyo. In aggiunta, sono presenti anche i videoclip girati per Pull Me Under, Take the Time e di Another Day, integrati da brevi interviste, curiosità e scene di backstage. 
Nel 2004 è stata pubblicata una riedizione in DVD, venduta in coppia con il video 5 Years in a LIVEtime, uscito originariamente in VHS nel 1998. In questa versione è presente anche una traccia audio con il commento dei membri del gruppo.

## Tracce
1. Intro
2. Under a Glass Moon
3. The Making of Images and Words
4. Pull Me Under (Videoclip)
5. Take the Time (Videoclip)
6. Kimonos & Condoms
7. Wait for Sleep
8. Surrounded
9. Ytse Jam/Drum Solo
10. Another Day (Videoclip)
11. To Live Forever
12. A Fortune in Lies
13. Abbey Road Medley
14. Puppies on Acid/Take the Time
15. On the Road '93
16. Pull Me Under

Nota: nel retro della copertina della VHS, vengono indicati solamente i titoli delle esibizioni dal vivo e i videoclip, senza tuttavia rispettarne l'ordine effettivo.

## Formazione
- James LaBrie – voce
- John Petrucci – chitarra
- John Myung – basso
- Kevin Moore – tastiera
- Mike Portnoy – batteria, percussioni